# Thriller 25
| Оценки критиков | Оценки критиков |
| Источник        | Оценка          |
| --------------- | --------------- |
| About.com       | [ 1 ]           |
| Allmusic        | [ 2 ]           |
| Blender         | [ 3 ]           |
| IGN             | [ 4 ]           |
| Pitchfork Media | [ 5 ]           |
| PopMatters      | [ 6 ]           |
| Rolling Stone   | [ 7 ]           |
| The Times       | [ 8 ]           |

Thriller 25 — специальное издание альбома Майкла Джексона Thriller, выпущенное к 25-летию издания оригинального альбома, который является самым продаваемым в мире. Планы «второй главы» Thriller впервые были озвучены в телевизионной передаче Access Hollywood в конце 2006 года. Джексон сказал тогда, что обсудит идею сотрудничества с will.i.am. Альбом был выпущен 8 февраля 2008 года в Австралии, а его международный релиз состоялся 11 февраля 2008 года и на следующий день в США.

## Об альбоме
Thriller 25 был выпущен подразделением звукозаписывающей компании Sony BMG, Legacy Recordings, специализирующимся на переизданиях альбомов. В Великобритании корпорация British Board of Film Classification присвоила этому изданию категорию «не младше 15 лет», так как оно включает в себя видеоклип «Thriller». Это первый альбом Джексона, который получил сертификат «ограничение по возрасту». Наряду с оригинальным материалом это переиздание содержит ремиксы, новые песни, DVD и песни, записанные в сотрудничестве с другими артистами.
С этого альбома были выпущены два сингла: «The Girl Is Mine 2008» и «Wanna Be Startin' Somethin' 2008», — с умеренным успехом, а также в чарты попали несколько ремиксов, несмотря на то что они не были выпущены как синглы. В целом переиздание было коммерчески успешным: за 12 недель по всему миру было продано 3 миллиона копий. Также альбом получил хорошие отзывы критиков, хотя их мнением было то, что новые песни не такие вдохновляющие, как оригинальный материал.
Шестой альбом Майкла Джексона, Thriller, был выпущен 30 ноября 1982 года. По разным оценкам, продажи этого альбома составили от 47 до 100 миллионов копий. Thriller стал самым продаваемым альбомом всех времён, альбомом, который был первым в истории, принёсшим семь синглов, вошедших в высшие строчки чартов. Успех альбома обеспечил Майклу Джексону высочайшее место в иерархии поп-музыкантов, сделал его международным поп-идолом.
В телевизионной передаче Access Hollywood в конце 2006 года Джексона спросили о «второй главе» альбома. Он ответил, что собирается обсудить сотрудничество с will.i.am, но до конца ещё ничего не решил.
Певец выступил в качестве исполнительного продюсера переиздания; о выпуске альбома было заявлено на пресс-конференции компании Epic Records 30 ноября 2007 года.

## Список композиций
1. «Wanna Be Startin' Somethin'»
2. «Baby Be Mine»
3. «The Girl Is Mine» (with Paul McCartney)
4. «Thriller»
5. «Beat It»
6. «Billie Jean»
7. «Human Nature»
8. «P.Y.T. (Pretty Young Thing)»
9. «The Lady In My Life»

| 1. «Voice-Over Session from „Thriller“» Vincent Price (Temperton) — 2:53 2. «The Girl Is Mine 2008» with will.i.am (Jackson/will.i.am/Harris) — 3:11 3. «P.Y.T. (Pretty Young Thing) 2008» with will.i.am (Jackson/will.i.am/Harris) — 4:21 4. «Wanna Be Startin' Somethin' 2008» with Akon (Jackson/Akon/Tuinfort) — 4:14 5. «Beat It 2008» with Fergie (Jackson) — 4:12 6. «Billie Jean 2008» Kanye West Remix (Jackson) — 4:37 7. «For All Time» (Sherwood/Porcaro) — 4:03 8. «Got the Hots» (Jackson/Jones) — 4:27 (только на издании, вышедшем в Японии) | DVD « Thriller » «Beat It» «Billie Jean» «Billie Jean» ( lip sync «live», «Motown 25») |

## Даты выпуска
- 8 февраля 2008 года
- 11 февраля 2008 года
- 12 февраля 2008 года
- 15 февраля 2008 года
- 20 февраля 2008 года